# Villa Walpole

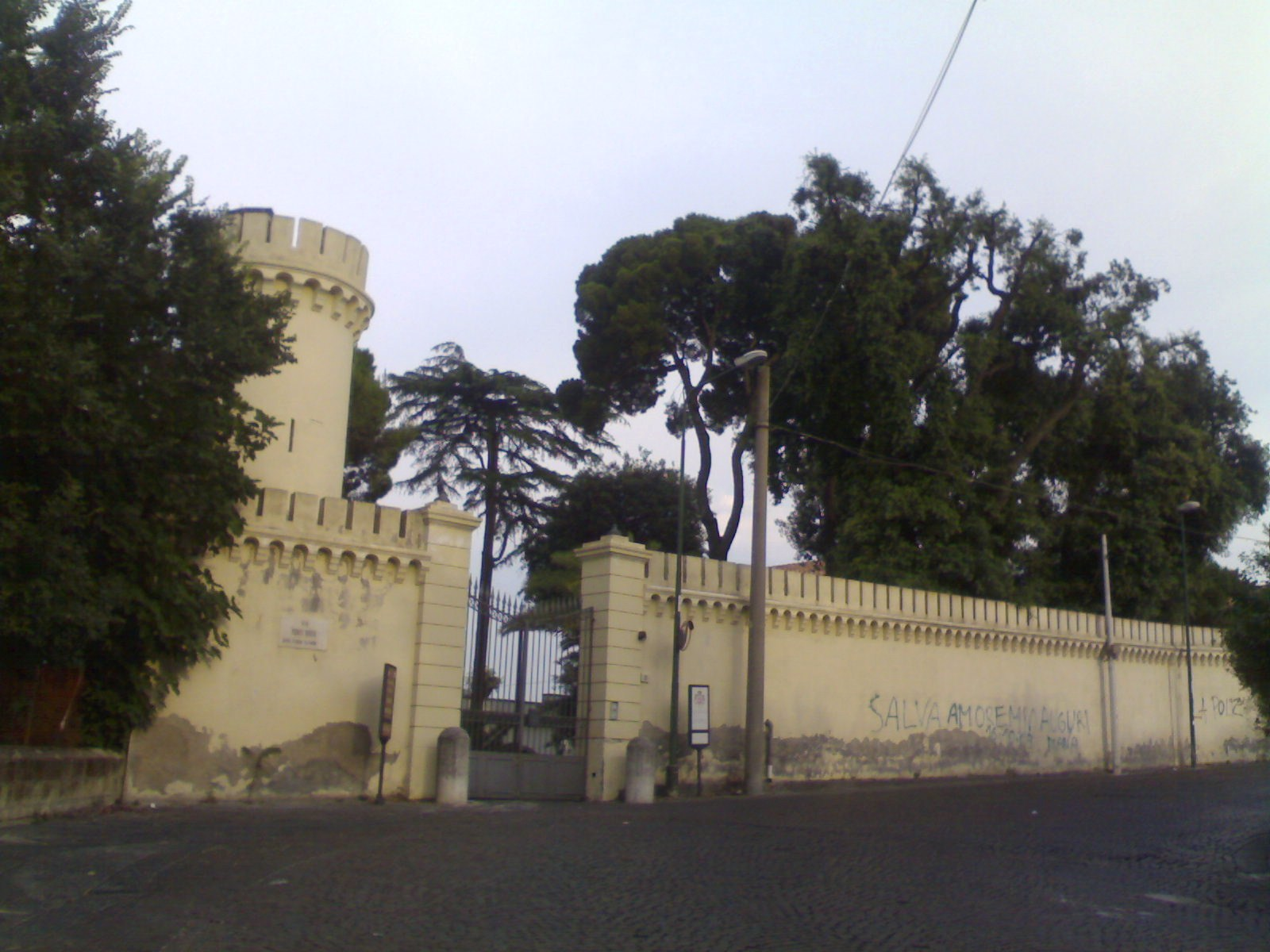
Villa Walpole in Neapel: Eingang zum Grundstück

Die Villa Walpole ist ein Landhaus aus dem 18. Jahrhundert im Stadtteil San Carlo all’Arena von Neapel in der italienischen Region Kampanien. Sie liegt in der Via Ponte Rossi, 118.

## Geschichte und Beschreibung
Das Gebäude zeigt sich mit einer Umfassungsmauer, die mit Zinnen und einem kleinen Turm versehen ist, und umgeben von einer bemerkenswert üppigen Vegetation.
Nach der Zeit der Restauration ließ der Kardinal Firrao ein Bauernhaus auf einem großen Grundstück errichten, das ihm Joseph Bonaparte gestiftet hatte. Später fiel dieses an die Familie Marulli d’Ascoli, die dort einen Englischen Landschaftsgarten anlegen ließ.
Nachdem das Anwesen an Ernesto del Balzo gefallen war, benannte dieser es zu Ehren seiner verstorbenen Gattin, Lady Dorothy Walpole, Tochter von Horace Walpole, 4. Earl of Orford, in „Villa Walpole“ um. Später stiftete er es dem Souveränen Malteserorden mit der Auflage, es für wohltätige Zwecke zu verwenden. So beherbergte das Gebäude bis 1970 das Istituto Ortofrenico Michele Sciutti (Heilpädagogische Institut). Die Villa wurde mehrmals umgebaut, bevor sie 1939 durch das Gesetz Nr. 1089 (zur Erhaltung historischen Kulturgutes) geschützt wurde.
Das alte Gebäude befand sich bis vor Kurzem in mittelmäßigem Erhaltungszustand, ist aber heute dank der Dominikaner umgebaut und gut erhalten. Es dient als Altenheim. Insbesondere der Garten besitzt noch seine ursprüngliche Anlage und ihn zieren hohe Bäume.